# 両墓制
両墓制（りょうぼせい）とは、遺体の埋葬地と墓参のための地を分ける日本の墓制習俗の一つである。遺体を埋葬する墓地と詣いるための墓地を一つずつ作る葬制で、一故人に対し二つの墓を作ることから両墓制と呼ばれる。遺体の埋葬墓地のことを埋め墓（葬地）、墓参のための墓地を詣り墓（まいりはか、祭地）と言う。
基本的に一般民衆の墓を対象にし、その成立、展開は近世期以降である。両墓制は土葬を基本とし、遺体処理の方法がほとんど火葬に切り替わった現在では、すでに行われなくなった習俗と言ってよい。しかし、両墓制墓地自体は現在も各地に残っている。
葬送習俗、祭祀習俗とあわせて各地に様々な特色があり、特に近畿地方に濃厚に存在している。その特徴的な墓制は、大正期より複数の報告がなされたが、民俗学者の柳田國男が昭和4年(1929年)に「墓制の沿革に就いて」（『人類学雑誌』500号）で両墓制を取り上げて以来、両墓制の諸問題は民俗学の範疇となった。
ただ、柳田はこの習俗に関しては「葬地」と「祭地」といった呼び方をし、「両墓制」という言葉自体は柳田の下で山村調査にあたった民俗学者の大間知篤三が使い始めた語である。
両墓制は必ずしも一定の決まりを持った習俗ではなく、各地で様々な特色がある。ただ、大きく捉えると両墓制の特徴は「埋め墓」という遺体埋葬地と「詣り墓」という遺体のない墓参用墓地の二つが存在していることにある。

## 墓地

### 埋め墓
遺体を埋める埋葬地。多くは土葬を基本とするが、稀に火葬や改葬を伴うものも見られる。人里離れた山林などが多く、墓標をまったく建てずに埋葬する場合、自然木、石、木製角柱墓標、卒塔婆を墓標に用いる場合、あるいは詣り墓と同じように石塔を建てる場合など様々なパターンがある。集落ごとの共同墓地であることが多く、その埋葬地は家や年齢などによって区画分けされる場合もあれば、まったく決まりが無く空いた土地に埋めたり、古い墓地を掘り起こして追葬する場合など様々である。
埋め墓に参る期間も、埋葬後は一切埋め墓に参らない場合から、四十九日、一周忌、さらには五年、七年と言う長い期間を経て弔い上げをする場合など様々である。いずれにせよ、弔い上げの終了後は詣り墓へ墓参をするようになる。また、埋め墓の土を詣り墓へ盛っていく風習も少なからず存在する。
埋め墓の呼称としては様々なものがあるが、多い事例としてはミハカ、サンマイ（三昧）、ボチ（墓地）、ヒキバカなどがある（これらの呼称が詣り墓の呼称と逆の場合もある）。

### 詣り墓
定期的な墓参や先祖供養、盆などに参るための墓である。通常、石塔を建てる。遺体や遺骨はない。寺院の境内に存在する場合も多く、石塔は五輪塔、多宝塔、宝篋印塔のような仏塔から一般的な角塔墓、笠塔婆など様々である。遺体埋葬の必要がないので、石塔だけが緊密に並べられることが多い。
詣り墓の呼称としては、ラントウバ（卵塔場）、ラントウ、タッチョウバ、サンマイなどがある。

### 隣接両墓
両墓制の基本は埋め墓と詣り墓が距離を隔てていることにあるが、全国の例では二つの墓がかなり近い位置にある場合が多く見受けられる。これは埋め墓と詣り墓が道一つ挟んで並び合っている場合や、詣り墓が小高い壇上にあり、その下の平場に埋め墓がある場合、あるいは完全に同じ土地に埋め墓の区画と詣り墓の区画が隣接している場合がある。このような隣接両墓は、通常の単墓制との区別が曖昧である。

## 琉球地方の両墓制
かつての琉球地方においては、洗骨の前後で墓所を移動するという形式の両墓制が存在した。
これは親族の手による洗骨を経ることによって死者の穢れが浄化され、祖霊として成仏するという信仰に基づくものとされる。
典型的な例では、遺体はまず後生（ぐそー＝あの世の意）と呼ばれる不浄の地で風葬に付され、一定期間の後に洗骨を行い厨子甕（骨壷）に収められた後、別の地に設けられた共同墓地あるいは先祖代々の墓に葬られる。
ただし現在の沖縄・奄美においては、後生と詣り墓を分けることは行われていない。
一部地域に残る風葬や土葬後に洗骨・改葬を行うケースでも、同じ墓所内で行われるのが通例である。

## 発生要因
両墓制がなぜ発生したのかということに関しては、不明な点が多くはっきりしない。
代表的な意見としては、死穢の観念や遺体恐怖から遺体埋葬地を人里離れた場所に作り、人の住む場所の近くや寺院境内に死者供養のための石塔墓地を別に作ったというものがある。
現実に、土葬習慣における腐敗した遺体の臭気を避けるため、また昔は医療が発達しておらず死因が殆ど判らないために、遺体より伝染病などに感染する確率が非常に高く、さらには都市部では人口が多いため住宅が現代のように密集しており、また長屋暮らしの者には庭はなく、我が家の庭へご遺体を埋めるわけにはいかないので遺体は埋め墓へ埋葬するが、埋葬後遺体がある程度、土へ還れば他者の遺体もその場所へ埋葬しなければ用地が足りない。しかしそうなれば、我が家のお墓を永久的に保つことは出来ないので、埋葬地を別にしたとも考えられる。
柳田は、埋め墓において個人の埋めた場所が曖昧であったり、わからないといった例を用いて、死穢や魂の問題から埋め墓を墓として認識しておらず、詣り墓こそが本来の墓であると考えた。また、改葬、風葬習慣から両墓制が発生したとした。
また、大間知は死穢を畏れる古い習慣がもともと存在し、同時に死者供養のための石塔を受容して両墓制は発生したとした。
柳田らの考え方では、祖霊信仰に基づいて日本固有の古い習俗として位置づけるものがあったが、一方で庶民の墓に石塔を墓標として建てる習慣が中世末より近世期に一般的になったことや、両墓制が近畿地方にのみ濃密で、他の地域では極端に例が少なくなることを踏まえて、両墓制はそれほど古い習俗ではないという考え方もある。

## 分布
両墓制は近畿地方に濃厚に存在し、関東、中部、中国、四国には散在、点在の形である。民俗資料緊急調査による『都道府県民俗地図』によると調査時に確認された両墓制習俗を持つ集落は、滋賀県(60)、奈良県(59)、京都府(42)、兵庫県(39)など近畿地方に圧倒的に多い。その他の都道府県では三重県(45)、福井県(39)、静岡県(22)を除くと少ない。

### 現存する両墓制墓地の例
- 埼玉県新座市大和田
  - かつての川越街道、大和田宿の集落に土葬による両墓制の習俗が、昭和期まで存在していた。大和田4丁目の普光明寺に詣り墓があり、大和田1丁目の岾上（はけうえ）墓地と3丁目の三本木墓地が埋め墓となっていた。現在[もる?]では両墓地とも使われていない。埼玉県では入間川の流域にも両墓制習俗があった。
- 長野県佐久地域
  - 北は北佐久郡御代田町小田井、南は佐久市清川にかけて両墓制墓地が見られた[4]。
- 奈良県大和高原地方
  - 柳生、都祁など。奈良県は緊密な両墓制習慣があった。この地域の両墓制は、埋め墓を年齢や男女で分けるという特徴がある。
- 瀬戸内海塩飽諸島
  - 佐柳島、志々島、高見島などに両墓制の墓地が2014年2月現在の時点で現存する。埋め墓の上に霊屋を建てるという特徴がある。現在は火葬に切り替わっているが、墓地自体は使われている。佐柳島では現在でも埋め墓と参り墓を作ることが多く、両墓制が風習として現存していると言える。なお、佐柳島では埋め墓に霊屋は建てず木を削り出して作った人形を立てる。

両墓制墓地は現在
でも見ることはできるが、近年
は使われていない場合が多い。それは両墓制が土葬を基本とするため、火葬が一般的となった現在
では土葬の両墓制は役割を終えたと言える。現在
では特に埋め墓は地域の共同墓地として解釈されている場合が多く、近年
は土地利用の観点から埋め墓を再整備して、石塔(墓石)を持つ単墓制の通常の火葬墓に切り替えるケースが多くなっている。